# WASP-100
WASP-100 é uma provável estrela binária na constelação de Reticulum. Tem uma magnitude aparente visual de 10,80, portanto não é visível a olho nu. De acordo com sua paralaxe medida pela sonda Gaia, está localizada a uma distância de aproximadamente 1160 anos-luz (356 parsecs) da Terra.
Esta é uma estrela quente de classe F, sendo maior e mais luminosa que o Sol. Sua companheira é uma anã vermelha a uma separação de 1 460 UA. Em 2014, o projeto WASP descobriu pelo método de trânsito um planeta Júpiter quente orbitando a estrela primária.

## Estrela
WASP-100 é uma estrela de tipo espectral F2 com uma temperatura efetiva de 6 940 K. Tem uma massa de 1,47 vezes a massa solar, um raio de 1,67 vezes o raio solar e uma luminosidade de cerca de 6 vezes o valor solar. Sua metalicidade, a abundância de elementos além de hidrogênio e hélio, é aproximadamente igual à solar. A partir de modelos de evolução estelar, sua idade é estimada em 1,5 bilhões de anos. Como é típico de estrelas quentes, possui uma velocidade de rotação projetada relativamente alta, de 12,8 km/s.
Um estudo de 2016 descobriu que WASP-100 tem uma estrela companheira cerca de 6 magnitudes menos brilhante a uma separação de 4,0 segundos de arco. Esse estudo rejeitou a hipótese de associação física entre as estrelas, com base na cor da companheira, aparentemente muito azul para estar à mesma distância de WASP-100. Entretanto, as medições astrométricas da sonda Gaia mostraram que essa estrela está a uma distância similar a WASP-100 e provavelmente é uma companheira física. Ela é uma anã vermelha com uma massa estimada de 0,43 massas solares, uma temperatura efetiva de 3 566 K, e está separada da primária por no mínimo 1 460 UA.

## Sistema planetário
Em 2014, foi publicada a descoberta de um planeta extrassolar ao redor desta estrela, detectado pelo método de trânsito como parte do projeto WASP. A estrela foi observada 13500 vezes entre agosto de 2010 e janeiro de 2012 pelo telescópio WASP-South, no Observatório Astronômico Sul-Africano, que detectou uma diminuição periódica no seu brilho que poderia ser causada pelo trânsito de um planeta em órbita. Observações adicionais pelo TRAPPIST e pelo espectrógrafo CORALIE no Telescópio Leonhard Euler confirmaram a existência do planeta.
O planeta, denominado WASP-100b, é um Júpiter quente típico com aproximadamente o dobro da massa de Júpiter e um raio 40% maior que o de Júpiter. Está a uma distância de 0,043 UA de sua estrela, completando uma órbita em apenas 2,85 dias. Devido a essa proximidade, o planeta provavelmente está em estado de acoplamento de maré e apresenta a mesma face sempre virada para a estrela. Sua órbita é aproximadamente circular e está inclinada em 84° em relação ao plano do céu. Seu trânsito tem duração de aproximadamente 4 horas e resulta em uma diminuição de 0,8% no brilho total da estrela.
O sistema foi observado de forma quase contínua durante um ano pela sonda TESS, resultando em uma curva de luz muito precisa que permitiu a visualização do eclipse secundário e de efeitos de fase. A curva de fase obtida mostra as variações no brilho do sistema conforme o planeta orbita a estrela e muda a face visível da Terra. As variações no brilho em função da fase são causadas pela variação de temperatura entre a face iluminada e a escura do planeta, e pela variação na luz da estrela refletida pelo planeta. A modelagem da curva de fase indica que o planeta tem uma temperatura máxima de 2700 K na face iluminada, e uma temperatura mínima de 2400 K na face escura. O ponto de temperatura máxima está deslocado do ponto subsolar em 71° de longitude, o que é evidência de ventos fortes que redistribuem eficientemente energia pela atmosfera. O albedo geométrico de WASP-100b foi calculado em 0,17 ± 0,05, um valor considerado alto para um Júpiter quente. A ocultação ou eclipse secundário, quando o planeta passa atrás da estrela, resulta em uma diminuição de 100 ± 14 ppm no brilho do sistema.
Quando um planeta passa na frente de uma estrela em rotação, ele bloqueia parte da luz da estrela se afastando ou se aproximando do observador, causando uma aparente mudança na velocidade radial da estrela durante o trânsito. Esse fenômeno, conhecido como efeito Rossiter–McLaughlin, foi usado para mostrar que a órbita de WASP-100b está significativamente desalinhada em relação ao equador de sua estrela, com um ângulo projetado no céu de 79+19
−10° entre o eixo orbital e o eixo de rotação da estrela (ângulo λ). Isso é consistente com as teorias mais comuns sobre a origem dos Júpiteres quentes, segundo as quais eles foram formados mais afastados de suas estrelas, e migraram para perto devido a interações com outros corpos ou com o disco protoplanetário. Planetas com órbitas desalinhadas são mais frequentemente encontrados orbitando estrelas quentes, como WASP-100, possivelmente porque a estrutura interna dessas estrelas significa que elas são menos eficientes para realinhar a órbita de um planeta por efeitos de maré.
| Planeta | Massa          | Raio            | Semieixo maior (UA) | Período orbital (dias) | Excentricidade | Inclinação  |
| ------- | -------------- | --------------- | ------------------- | ---------------------- | -------------- | ----------- |
| b       | 2,03 ± 0,12 MJ | 1,4+0,2 −0,1 RJ | 0,043+0,005 −0,003  | 2,849382 ± 0,000002    | 0              | 84,4 ± 0,3° |